# Meteora

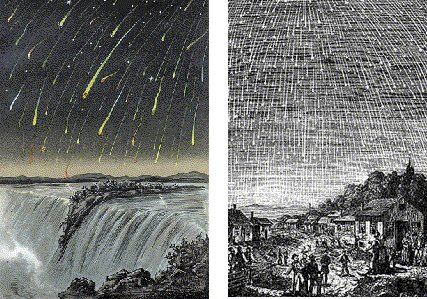
Sciame meteorico

Si definisce meteora (comunemente anche stella cadente) un meteoroide (cioè un frammento di asteroide o altro corpo celeste) nella fase in cui, entrando all'interno dell'atmosfera terrestre, viene riscaldato fino all'incandescenza dalla collisione con le molecole d'aria degli strati superiori dell'atmosfera, producendo una scia luminosa. Quando una meteora presenta elevata luminosità, scia larga e persistente prende anche il nome di bolide.
Anche se le meteore possono sembrare poco lontane dalla Terra, in genere si manifestano nella mesosfera ad altezze comprese tra 76 e 100 km.

## Impatto con l'atmosfera
I meteoroidi penetrano nella nostra atmosfera con velocità comprese fra 11,2 e 72,8 km/s, che sono il risultato di vari fattori che includono il movimento della Terra intorno al Sole (circa 30 km/s), la velocità orbitale dei meteoroidi e il pozzo di gravità collegato alla sfera di Hill. In questo modo subiscono una notevole pressione dinamica che ne riscalda la superficie.
Ciascun urto con le molecole d'aria libera un'energia termica dell'ordine di 100 eV; quindi, a una altezza di 80–90 km, la temperatura del corpo raggiunge i 2500 K e la sua materia comincia a sublimare. Proseguendo nella sua caduta, si avvia un processo noto come ablazione: il meteoroide comincia a perdere progressivamente massa, lasciando dietro di sé gocce di materia fusa. Gli atomi del meteoroide e le molecole atmosferiche, a causa degli urti reciproci, si ionizzano. La radiazione emessa nella banda del visibile deriva per il 90% dai processi di ablazione del corpo e per il resto dalla ricombinazione elettronica dei gas atmosferici eccitati. Dal suolo un osservatore vedrà quindi una scia luminosa: la meteora. Una meteora è composta di due parti: la testa e la scia. La testa della meteora contiene il meteoroide in progressivo disfacimento avvolto da gas ionizzati, mentre la scia è una lunga colonna di plasma, visibile solo per qualche secondo.
Il meteoroide può essere anche formato da detriti spaziali generati dall'uomo durante le numerose spedizioni orbitali o da satelliti danneggiati da impatti con altri corpi, ma anche da parti dei serbatoi dei razzi o da semplice spazzatura.
Una meteora molto brillante viene chiamata bolide. L'International Meteor Organization (IMO) definisce bolide una meteora di magnitudine apparente pari a -3 o più luminosa. D'altra parte, la sezione meteore della British Astronomical Association ha una definizione molto più rigorosa, indicando come limite inferiore una magnitudine pari a -5.
Se non si è già dissolto nell'aria, il meteoroide rallenta fino a 3 km/s, l'ablazione e l'emissione di luce cessano, entrando così nella fase di volo buio; se il meteoroide sopravvive al transito nell'atmosfera e allo schianto sulla superficie, l'oggetto risultante è chiamato meteorite e colpendo la Terra può produrre un cratere meteoritico.
Il materiale terrestre fuso "schizzato" fuori da un cratere, si chiama impattite.
Le particelle di polvere meteoriche rilasciate da meteoriti in caduta possono persistere nell'atmosfera per diversi mesi. Possono avere effetti sul clima, diffondendo radiazioni elettromagnetiche e/o catalizzando reazioni chimiche nell'atmosfera superiore.
Uno studio basato sull'evento di Čeljabinsk del 15 febbraio 2013, ha approfondito le dinamiche alla base delle esplosioni dei meteorodi quando essi vengono a contatto con l'atmosfera terrestre:  i ricercatori hanno analizzato gli scambi energetici che avvengono all'interno del corpo celeste in seguito alla presenza di aria ad alta pressione davanti a esso e di un vuoto d'aria dietro di esso. I materiali che compongono l'oggetto reagirebbero a contatto con l'aria creando crepe in cui si insinua l'aria ad alta velocità prima frenandolo e poi facendolo esplodere

## Scie di ionizzazione
Durante l'ingresso di un meteoroide nell'atmosfera superiore, le molecole atmosferiche vengono eccitate dal passaggio della meteora e si crea una scia di ionizzazione. Tali scie possono persistere anche per 45 minuti. Piccoli meteoroidi delle dimensioni di granelli di sabbia entrano nell'atmosfera costantemente, e quindi le scie di ionizzazione possono essere trovate continuamente nell'atmosfera superiore. Quando le onde radio sono riflesse da queste scie, si parla di comunicazione meteor scatter.
Il meteor scatter è stato usato per sperimentare sistemi di comunicazione militari sicuri da utilizzare in battaglia. L'idea base di questo sistema è che una scia ionizzata si comporta come uno specchio, e le onde radio che le incontrano vengono riflesse. La sicurezza deriva dal fatto che, proprio come di fronte a un vero specchio, dove ciò che si vede dipende dalle posizioni reciproche, solo le stazioni riceventi nella corretta posizione possono ascoltare la trasmissione. Data la natura sporadica delle meteore, tali sistemi sono limitati a basse frequenze di trasferimento dei dati, tipicamente 459600 baud.
I radioamatori talvolta utilizzano le comunicazioni meteor scatter su bande VHF. Le informazioni sui ghiacciai delle montagne della Sierra Nevada, in California, inviate da stazioni remote, sono trasmesse utilizzando il meteor scatter.
I radar meteorici sono strumenti altamente sensibili in grado di registrare la scia di plasma prodotta nell'atmosfera da un meteoroide del peso di pochi milionesimi di grammo e possono stimare densità e velocità del vento nell'atmosfera misurando il tempo di decadimento e l'effetto Doppler di una scia meteorica.
I meteoroidi di notevoli dimensioni possono lasciarsi dietro scie di ionizzazione molto lunghe, che possono anche interagire con il campo magnetico terrestre. Quando la scia si dissipa, possono essere rilasciati diversi megawatt di energia elettromagnetica, con un picco dello spettro di potenza nelle frequenze audio. Curiosamente, anche se le onde sono elettromagnetiche, possono essere sentite: sono abbastanza potenti da far vibrare erba, piante, occhiali, capelli ricci e altri materiali. Uno studio NASA ha approfondito nel dettaglio il fenomeno uditivo.

## Credenze
Presso le tribù dei Nilo Camiti Masai le meteore sono considerate gli occhi del Dio-padre Ngai che manda questi oggetti per vedere da vicino gli uomini.